# Theo Janssen
Theo Janssen (Arnhem, 27 juli 1981) is een Nederlands voormalige profvoetballer en huidig voetbaltrainer. Na zijn voetbalcarrière verwierf Janssen ook bekendheid op televisie als voetbalanalist.
Als middenvelder speelde hij in Nederland voor Vitesse, FC Twente en Ajax, en in België voor KRC Genk. Janssen kwam vijf keer uit voor het Nederlands voetbalelftal. In 2011 werd hij verkozen tot Nederlands voetballer van het jaar. 

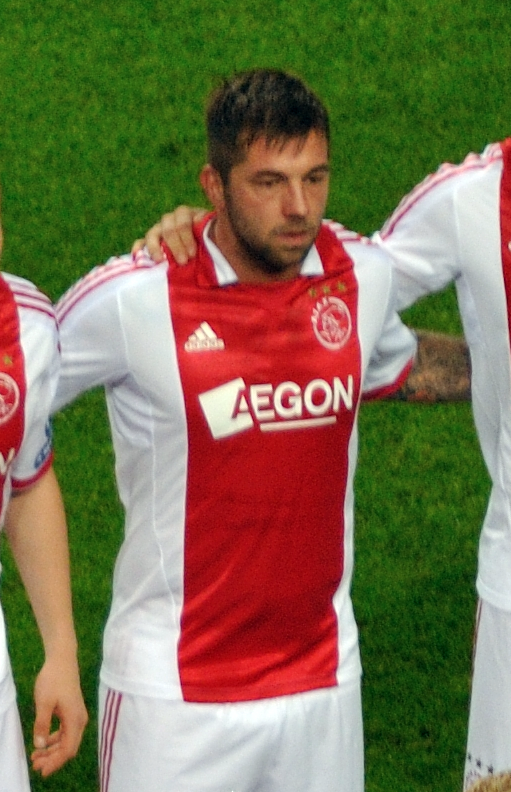
Janssen in het shirt van Ajax (2011).

## Voetbalcarrière

### Clubcarrière
Janssen groeide op in de Arnhemse volkswijk Het Broek. Hij begon met voetballen bij de jeugd van Vitesse 1892. In 1995 maakte hij de overstap van de amateurclub naar de profclub Vitesse, waar hij in zijn jeugd al fan van was. Na diverse jeugdelftallen doorlopen te hebben, maakte Janssen op 9 december 1998 zijn debuut in het eerste elftal, in een met 0-2 gewonnen wedstrijd tegen NAC. Hij kwam in de negentigste minuut het veld op als vervanger van Marian Zeman. In totaal zou Janssen dat seizoen vijf wedstrijden spelen voor Vitesse. Het seizoen daarop speelde Janssen zeventien wedstrijden voor het eerste elftal van Vitesse. In het seizoen 2000/2001 was Janssen een vaste waarde en speelde hij dertig wedstrijden, waarin hij één keer scoorde. In de UEFA Cup-wedstrijd tegen Internazionale hield hij Clarence Seedorf in bedwang: in Milaan bleef het 0-0. In september 2001 brak Janssen zijn scheenbeen, waardoor hij in dat seizoen bleef steken op tien wedstrijden (één doelpunt). In het seizoen 2002/2003 speelde hij 28 wedstrijden (0 doelpunten). In de zomer van 2003 werd Janssen verhuurd aan het Belgische Racing Genk. Hij speelde er vijftien wedstrijden (twee doelpunten) alvorens hij in de winterstop alweer terugkeerde in Arnhem. Na tien seizoenen bij Vitesse, volgden drie seizoenen FC Twente. Bij de Enschedese club won hij de landstitel, beker en Johan Cruijff Schaal. Bovendien ontving hij de Gouden Schoen voor Beste voetballer van het jaar in de Eredivisie. In 2011 vertrok Janssen naar Ajax en werd ook daar kampioen. In 2012 keerde hij terug naar Vitesse, maar in oktober 2013 raakte hij weer ernstig geblesseerd. In maart 2014 kondigde hij aan een punt achter zijn profcarrière te zetten. In totaal speelde hij 374 competitieduels, waarin hij 52 doelpunten maakte.

### Interlandcarrière
Janssen speelde voor meerdere vertegenwoordigende jeugdelftallen. In 1999 werd hij voor een jaar geschorst door de KNVB omdat hij tijdens het Toulon Espoirs-toernooi ploeggenoot Peter Wisgerhof tijdens een wandeling bij de haven in het water geduwd had. In 2000 kwam hij weer bij Jong Oranje. Janssen debuteerde in 2006 voor het Nederlands Elftal en kwam tot vijf interlands:
| Interlands van Theo Janssen | Interlands van Theo Janssen | Interlands van Theo Janssen | Interlands van Theo Janssen | Interlands van Theo Janssen | Interlands van Theo Janssen |
| No.                         | Datum                       | Wedstrijd                   | Uitslag                     | Wedstrijdverband            | Goals                       |
| --------------------------- | --------------------------- | --------------------------- | --------------------------- | --------------------------- | --------------------------- |
| 1.                          | 16-08-2006                  | Ierland - Nederland         | 0-4                         | Vriendschappelijk           | 0                           |
| 2.                          | 02-09-2006                  | Luxemburg - Nederland       | 0-1                         | EK-kwalificatie             | 0                           |
| 3.                          | 11-08-2010                  | Nederland - Oekraïne        | 1-1                         | Vriendschappelijk           | 0                           |
| 4.                          | 17-11-2010                  | Nederland - Turkije         | 1-0                         | Vriendschappelijk           | 0                           |
| 5.                          | 09-02-2011                  | Nederland - Oostenrijk      | 3-1                         | Vriendschappelijk           | 0                           |

## Trainerscarrière
Direct na het beëindigen van zijn professionele voetbalcarrière vervulde hij diverse functies bij Vitesse. Hij was enkele jaren scout, assistent-trainer bij Jong Vitesse en Vitesse O19, en hoofdtrainer van Vitesse O16, O18 en O19. In oktober 2022 werd hij assistent-trainer van het eerste elftal onder Phillip Cocu. Na het vertrek van Cocu vervulde Janssen de rol als hoofd scouting. In juli 2025 begint hij als hoofdtrainer in het amateurvoetbal bij tweededivisionist De Treffers uit Groesbeek. 

## Overige activiteiten

### Mediacarrière
Janssen verscheen na zijn actieve voetbalcarrière regelmatig op televisie als voetbalanalyticus. Hij is onder meer werkzaam voor RTL, NOS en bij het commerciële Ziggo Sport.
In 2017 toerde Janssen door Nederland met de theatershow FC De Rebellen, samen met onder anderen oud-voetballers Glenn Helder, Andy van der Meijde en Sjaak Polak.

### Boeken
In 2014 verscheen het boek Schijt. In het boek, geschreven door Marcel van Roosmalen, wordt zijn laatste seizoen als profvoetballer toegelicht. In totaal werden meer dan 10.000 exemplaren verkocht. In februari 2019 verscheen het vervolgboek met de titel Theo Janssen: Marcel van Roosmalen op pad met de dikke prins.

### Bier
Vanaf augustus 2020 heeft de Arnhemse stadbrouwerij Durs een nieuwe bier in het assortiment opgenomen die genoemd is naar Theo Janssen. Het biertje heet de Dikke Prins. Janssen heeft zijn persoonlijke voorkeur aangegeven, op basis van dat advies heeft Durs een biertje gemaakt.

## Privéleven
Janssen heeft een dochter en een zoon uit een eerdere relatie en twee zoons met zijn huidige partner.  
Janssen won in het weekend van 5 en 6 september 2009 het dan voor het eerst gehouden Nederlands kampioenschap footgolf, een combinatie van golf en voetbal. In plaats van met een club diende daarbij een golfparcours (met 52 centimeter brede holes) afgelegd te worden met schoten tegen een voetbal. Janssen versloeg in de finale zijn ploeggenoot Kenneth Pérez.
Op 21 november 2009 raakte Janssen, na de wedstrijd Twente-Vitesse, betrokken bij een auto-ongeluk. Daarbij raakten alle vier inzittenden van zijn auto gewond, onder wie zijn broer Johan en oud-prof Kevin Moeliker, die in coma raakte. Later bleek uit de bloedproef dat het alcoholpromillage van Janssen tijdens het ongeluk te hoog was. FC Twente legde hem hiervoor de maximale boete op en schorste hem tot 31 januari 2010.
Janssen woont momenteel in Arnhem.

## Statistieken
| Seizoen         | Club            |                    | Competitie      | Competitie | Competitie | Beker | Beker | Internationaal | Internationaal | Overig | Overig | Totaal | Totaal |
| Seizoen         | Club            | Wed.               | Competitie      | Dlp.       | Wed.       | Dlp.  | Wed.  | Dlp.           | Wed.           | Dlp.   | Wed.   | Dlp.   |        |
| --------------- | --------------- | ------------------ | --------------- | ---------- | ---------- | ----- | ----- | -------------- | -------------- | ------ | ------ | ------ | ------ |
| 1998/99         | Vitesse         | Vlag van Nederland | Eredivisie      | 5          | 0          | 0     | 0     | -              | -              | -      | -      | 5      | 0      |
| 1999/00         | Vitesse         | Vlag van Nederland | Eredivisie      | 17         | 0          | 0     | 0     | 4              | 0              | -      | -      | 21     | 0      |
| 2000/01         | Vitesse         | Vlag van Nederland | Eredivisie      | 30         | 1          | 2     | 0     | 4              | 0              | -      | -      | 36     | 1      |
| 2001/02         | Vitesse         | Vlag van Nederland | Eredivisie      | 10         | 1          | 3     | 1     | -              | -              | -      | -      | 13     | 2      |
| 2002/03         | Vitesse         | Vlag van Nederland | Eredivisie      | 28         | 0          | 2     | 0     | 6              | 0              | -      | -      | 36     | 0      |
| Club totaal     | Club totaal     | Club totaal        | Club totaal     | 90         | 2          | 7     | 1     | 14             | 0              | 0      | 0      | 111    | 3      |
| 2003/04         | → Racing Genk   | Vlag van België    | Eerste klasse   | 15         | 2          | 0     | 0     | -              | -              | -      | -      | 15     | 2      |
| Club totaal     | Club totaal     | Club totaal        | Club totaal     | 15         | 2          | 0     | 0     | 0              | 0              | 0      | 0      | 15     | 2      |
| 2003/04         | Vitesse         | Vlag van Nederland | Eredivisie      | 16         | 1          | 0     | 0     | -              | -              | 4      | 1      | 20     | 2      |
| 2004/05         | Vitesse         | Vlag van Nederland | Eredivisie      | 29         | 8          | 3     | 0     | -              | -              | -      | -      | 32     | 8      |
| 2005/06         | Vitesse         | Vlag van Nederland | Eredivisie      | 30         | 7          | 1     | 1     | -              | -              | 4      | 0      | 35     | 8      |
| 2006/07         | Vitesse         | Vlag van Nederland | Eredivisie      | 22         | 1          | 1     | 0     | -              | -              | 5      | 1      | 28     | 2      |
| 2007/08         | Vitesse         | Vlag van Nederland | Eredivisie      | 19         | 2          | 1     | 0     | -              | -              | -      | -      | 20     | 2      |
| Club totaal1    | Club totaal1    | Club totaal1       | Club totaal1    | 206        | 21         | 13    | 2     | 14             | 0              | 13     | 2      | 246    | 25     |
| 2008/09         | FC Twente       | Vlag van Nederland | Eredivisie      | 28         | 4          | 6     | 2     | 8              | 0              | -      | -      | 42     | 6      |
| 2009/10         | FC Twente       | Vlag van Nederland | Eredivisie      | 28         | 1          | 2     | 0     | 10             | 1              | -      | -      | 40     | 2      |
| 2010/11         | FC Twente       | Vlag van Nederland | Eredivisie      | 30         | 13         | 4     | 4     | 11             | 3              | 1      | 0      | 46     | 20     |
| Club totaal     | Club totaal     | Club totaal        | Club totaal     | 86         | 18         | 12    | 6     | 29             | 4              | 1      | 0      | 128    | 28     |
| 2011/12         | Ajax            | Vlag van Nederland | Eredivisie      | 29         | 8          | 2     | 0     | 6              | 0              | 1      | 0      | 38     | 8      |
| 2012/13         | Ajax            | Vlag van Nederland | Eredivisie      | 2          | 1          | 0     | 0     | 0              | 0              | 1      | 0      | 3      | 1      |
| Club totaal     | Club totaal     | Club totaal        | Club totaal     | 31         | 9          | 2     | 0     | 6              | 0              | 2      | 0      | 41     | 9      |
| 2012/13         | Vitesse         | Vlag van Nederland | Eredivisie      | 27         | 1          | 4     | 2     | 0              | 0              | -      | -      | 31     | 3      |
| 2013/14         | Vitesse         | Vlag van Nederland | Eredivisie      | 9          | 1          | 1     | 1     | 2              | 0              | -      | -      | 12     | 2      |
| Club totaal2    | Club totaal2    | Club totaal2       | Club totaal2    | 242        | 23         | 18    | 5     | 16             | 0              | 13     | 2      | 289    | 30     |
| Carrière totaal | Carrière totaal | Carrière totaal    | Carrière totaal | 374        | 52         | 32    | 11    | 51             | 4              | 16     | 2      | 473    | 69     |

1 N.B. Dit betreft het totaal van de eerste twee periodes bij Vitesse.

2 N.B. Dit betreft een clubtotaal, dus een totaal van de drie periodes bij Vitesse.
Bijgewerkt t/m 1 maart 2014

## Erelijst
Als speler
| Competitie           |           |           |           |           |
| Competitie           | Aantal    | Jaren     |           |           |
| FC Twente            | FC Twente | FC Twente | FC Twente | FC Twente |
| -------------------- | --------- | --------- | --------- | --------- |
| Eredivisie           | 1x        | 2009/10   |           |           |
| Johan Cruijff Schaal | 1x        | 2010      |           |           |
| KNVB beker           | 1x        | 2010/11   |           |           |
| Ajax                 |           |           |           |           |
| Eredivisie           | 1x        | 2011/12   |           |           |

Individueel
- Gouden Schoen: 2010/11

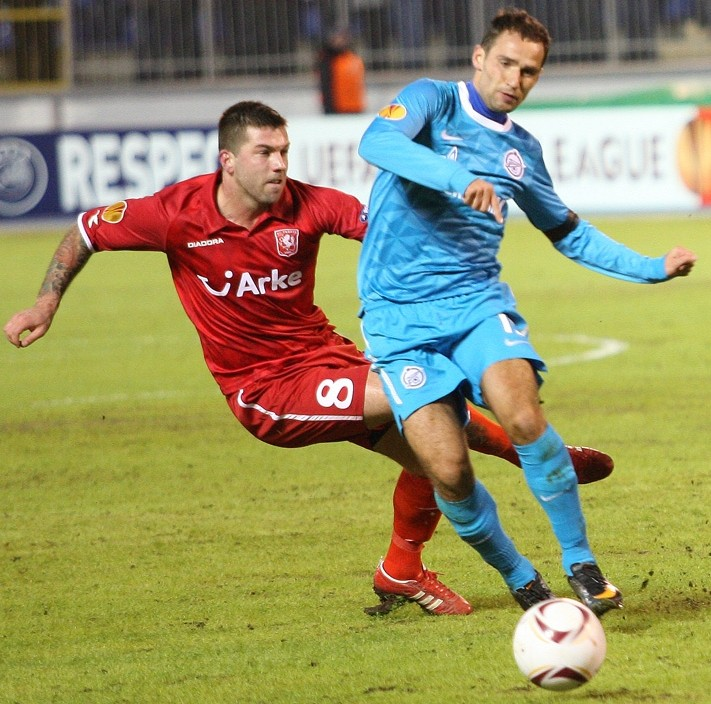
Janssen voor Twente in actie tegen Zenit-middenvelder Sjirokov (2011).

- Gelders Sportman van het Jaar: 2010/11